# Keith Wallen
Keith Wallen (n. 24 de febrero de 1980,  Beckley, West Virginia) es un músico, cantante y compositor de Estados Unidos, más conocido como el corista y guitarrista Rítmico de la banda de metal alternativo Breaking Benjamin. Fue guitarrista y corista de Adelitas Way y  el cofundador de la banda Cooper, con sede en Knoxville, Tennessee.
Wallen también coescribió canciones con  Pillar (banda) (Call to Action and Lose It All from Confessions), Fuel (banda) (Scars in the Making from Angels & Demons), Saving Abel (She Got Over Me from Saving Abel) and Emmaus Road (Unbelief para Transformed).

## Vida

### Los primeros años y Copper
Copper's raíces se remontan donde Wallen y el guitarrista Shane Bragg habían sido amigos desde el primer grado. Ellos se unieron para conciertos acústicos ocasionales, pero solo comenzaron a poner una banda juntos mientras Wallen asistía a la universidad en la Universidad de Tennessee en Knoxville y Bragg se matriculó en la Universidad Estatal de Middle Tennessee en Murfreesboro . La formación original incluyó Wallen, Bragg, el bajista Brad Reynolds, y un par de rotación de bateristas. Grabaron el álbum debut de cooper  Exchange (2001). El baterista / cantante Brack Owens se unió poco después  se estrenó Exchange fue puesto en libertad, y un segundo álbum,   The Fragile Fallfue grabado con el productor Travis Wyrick y puesto en libertad en 2003.  Bragg luego dejó la banda y fue reemplazado por Shawn Lickliter. Owens y Lickiter más tarde fueron sustituidos por Lincoln Nesto en la batería y Mike Barnes en la guitarra.
el primer sencillo de  The Fragile Fall ,By Now fue a Active and Modern Rock radio y entró en el Top 50 en los nueve semanas. Turn fue el segundo sencillo, también fue registrado en Radio & Records Active La mayoría Agregado durante dos semanas consecutivas, y alcanzó el Top 50 también.
En  2005 Copper fue seleccionado entre 3.000 participantes como el ganador de J. D'Addario / Guitar.com / FUSE Estamos escuchando concurso, resultando en aparición en el FUSE Daily Download en marzo de 2006 y siendo la pieza central de la televisión D'Addarios y print campaign.
En  2008 Copper lanzó su tercer álbum, Take My Chances.  Incluía sencillo Broken Sky y una canción Call to Action, que fue cubierta y regrabada por Pillar banda de rock cristiano para su segundo álbum Confessions en  2009.  Poco después del lanzamiento del álbum de Copper se tomó un descanso, jugando sólo una demostración de la reunión en el año 2011, desde entonces.
Copper ha jugado más de 300 espectáculos en general, como cabeza de cartel y el apoyo a bandas como  Shinedown, Seether, 10 Years, Breaking Benjamin, Saliva, and 30 Seconds To Mars.

### Adelitas Way yAlliesEP
De 2009 a 2013, Wallen fue un guitarrista vocalista para la banda Adelitas Way Las Vegas, Nevada  Durante el tiempo con la banda participó en la grabación de dos discos,   Adelitas Way  (2009) y  Home School Valedictorian  (2011), tas Way]]  (2009) y  Home School Valedictorian  (2011), así como giras intensiva y compartiendo escenario con tales actos notables como  Guns N' Roses, Creed, Papa Roach, Godsmack, Theory of a Deadman, Three Days Grace, Deftones, Puddle of Mudd, Sick Puppies, Staind, Alter Bridge, Skillet, Halestormy otros. Wallen también co-escribió tres canciones para  Home School Valedictorian , Cage the Beast, I Can Tell y  Hurt.
El 24 de junio de 2014, Wallen lanzó su primer álbum en solitario, a 5 seguimiento acústico indie / de piano impulsado ''Allies EP.

### Breaking Benjamin
El 19 de agosto de 2014, después de cuatro años de hiato, Breaking Benjamin anunció la reforma a través de la página oficial de Facebook. la banda resumerge como quinteto, incluyendo Wallen como guitarrista/corista.

## Discografía
Con Breaking Benjamin
- 2015 - Dark Before Dawn
- 2018 - Ember

Con  Adelitas Way
- 2009 - Adelitas Way
- 2011 - Home School Valedictorian

Con  Copper
- 2001 - Exchange[9]
- 2003 - Fragile Fall[10]
- 2008 - Take My Chances

Como solista
- 2014 - Allies EP
- 2018 – "Summer Sunday" and "Four Letter Words" (sencillos)
- 2019 – "Crows" (sencillo)